# Cupa Moldovei 2004-2005
La Cupa Moldovei 2004-2005 è stata la 14ª edizione della coppa nazionale disputata in Moldavia tra il 29 settembre 2004 e il 21 maggio 2005. Vincitore della competizione è stato il Nistru Otaci, al suo primo titolo.

## Ottavi di finale
Gli incontri di andata si sono disputati il 29 settembre mentre quelli di ritorno il 20 ottobre 2004.
| Squadra 1               | Totale | Squadra 2              | Andata | Ritorno |
| ----------------------- | ------ | ---------------------- | ------ | ------- |
| FCA Victoria Chișinău   | 1 - 4  | Zimbru Chișinău        | 0 - 0  | 1 - 4   |
| Olimpia Bălți           | 1 - 4  | Tiligul-Tiras Tiraspol | 1 - 1  | 0 - 3   |
| Nistru Otaci            | 7 - 2  | FC Otaci               | 5 - 0  | 2 - 2   |
| Petrocub Sarata Galbenă | 7 - 3  | Steaua Chișinău        | 1 - 1  | 6 - 2   |
| FC Politehnica Chișinău | 6 - 2  | Unisport-Auto Chișinău | 3 - 0  | 3 - 2   |
| FC Tiraspol             | 5 - 0  | Fortuna Pleseni        | 5 - 0  | 0 - 0   |
| Dacia Chișinău          | 6 - 2  | FC Cahul               | 4 - 2  | 2 - 0   |
| Dinamo Bender           | 1 - 3  | Sheriff Tiraspol       | 1 - 2  | 0 - 1   |

## Quarti di finale
Gli incontri di andata si sono disputati il 27 ottobre mentre quelli di ritorno il 10 novembre 2004.
| Squadra 1               | Totale | Squadra 2               | Andata | Ritorno |
| ----------------------- | ------ | ----------------------- | ------ | ------- |
| FC Tiraspol             | 2 - 2  | FC Politehnica Chișinău | 2 - 2  | 0 - 0   |
| Dacia Chișinău          | 1 - 0  | Sheriff Tiraspol        | 1 - 0  | 0 - 0   |
| Tiligul-Tiras Tiraspol  | 3 - 2  | Zimbru Chișinău         | 2 - 1  | 1 - 1   |
| Petrocub Sarata Galbenă | 0 - 6  | Nistru Otaci            | 0 - 3  | 0 - 3   |

## Semifinale
Gli incontri di andata si sono disputati il 13 mentre quelli di ritorno il 28 aprile 2005.
| Squadra 1              | Totale | Squadra 2               | Andata | Ritorno |
| ---------------------- | ------ | ----------------------- | ------ | ------- |
| Dacia Chișinău         | 1 - 0  | FC Politehnica Chișinău | 1 - 0  | 0 - 0   |
| Tiligul-Tiras Tiraspol | 1 - 1  | Nistru Otaci            | 1 - 1  | 0 - 0   |

## Finale
La finale fu disputata il 21 maggio 2005.
| Arbitro: | Ghenady Orlic (Chișinău) |

|  |           |            |
|  | Marcatori | 89’ Zharov |